# Przyjacielskie rozgrywki
Przyjacielskie rozgrywki (jap. トモダチゲーム Tomodachi gēmu) – manga stworzona przez Mikoto Yamaguchiego i Yukiego Sato, publikowana na łamach magazynu „Bessatsu Shōnen Magazine” wydawnictwa Kōdansha od grudnia 2013 do sierpnia 2024. Na jej podstawie powstała TV drama oraz dwa filmy live action. Na podstawie mangi powstał także serial anime wyprodukowany przez studio Okuruto Noboru, który emitowano od kwietnia do czerwca 2022. Druga TV drama, zatytułowana Tomodachi Game R4, miała premierę w lipcu 2022.

## Fabuła
Yūichi Katagiri jest uczniem drugiej klasy liceum i częścią grupy przyjaciół, w skład której wchodzą Makoto Shibe, Shiho Sawaragi, Tenji Mikasa i Yutori Kokonogi. Jednak pewnego dnia ich nauczyciel ogłasza, że fundusze zebrane na wycieczkę szkolną zostały skradzione. Po zajęciach grupa przyjaciół zostaje porwana i wciągnięta w tajemnicze „Przyjacielskie rozgrywki”, prowadzone przez maskotkę o imieniu Manabu, która mówi im, że jeden z nich jest zadłużony i że wszyscy będą musieli przyczynić się do spłaty jego długu. Przyjaźń całej piątki zostanie wystawiona na próbę.

## Bohaterowie
- Yūichi Katagiri (jap. 片切友一 Katagiri Yūichi)

Seiyū: Chiaki Kobayashi 
- Shiho Sawaragi (jap. 沢良宜志法 Sawaragi Shiho)

Seiyū: Yume Miyamoto 
- Tenji Mikasa (jap. 美笠天智 Mikasa Tenji)

Seiyū: Daiki Hamano 
- Makoto Shibe (jap. 四部誠 Shibe Makoto)

Seiyū: Tomohiro Ōno 
- Yutori Kokorogi (jap. 心木ゆとり Kokorogi Yutori)

Seiyū: Satomi Amano 
- Maria Mizuse (jap. 水瀬マリア Mizuse Maria)

Seiyū: Reina Ueda 
- Tsukino (jap. 月野)

Seiyū: Shizuka Itō 
- Reiko Tamai (jap. 玉井レイコ Tamai Reiko)

Seiyū: Nana Mizuki 
- Manabu-kun (jap. マナブくん)

Seiyū: Minami Takayama 
- Manabu-sensei (jap. マナブ先生)

Seiyū: Chafūrin 
- Kei Shinomiya (jap. 紫宮京 Shinomiya Kei)

Seiyū: Kenshō Ono 
- Jūzō Kadokura (jap. 門倉十蔵 Kadokura Jūzō)

Seiyū: Tetsu Inada 
- Hyakutarō Onigawara (jap. 鬼瓦百太郎 Onigawara Hyakutarō)

Seiyū: Kishō Taniyama 
- Chisato Hashiratani (jap. 柱谷千聖 Hashiratani Chisato)

Seiyū: Tetsuya Kakihara 
- Banri Niwa (jap. 丹羽万里 Niwa Banri)

Seiyū: Daisuke Ono 

## Manga
Manga była publikowana od 9 grudnia 2013 do 8 sierpnia 2024 w magazynie „Bessatsu Shōnen Magazine”. Wydawnictwo Kōdansha zebrało jej rozdziały w 26 tankōbonach, wydawanych od 9 kwietnia 2014 do 8 października 2024.
W Polsce prawa do dystrybucji mangi nabyło wydawnictwo Waneko, premiera zaś odbyła się 14 kwietnia 2023.
| Nr | Język japoński      | Język japoński         | Język polski         | Język polski           |
| Nr | Data wydania        | ISBN                   | Data wydania         | ISBN                   |
| -- | ------------------- | ---------------------- | -------------------- | ---------------------- |
| 1  | 9 kwietnia 2014     | ISBN 978-4-06-395051-9 | 14 kwietnia 2023     | ISBN 978-83-8242-403-4 |
| 2  | 9 lipca 2014        | ISBN 978-4-06-395119-6 | 14 czerwca 2023      | ISBN 978-83-8242-404-1 |
| 3  | 9 grudnia 2014      | ISBN 978-4-06-395255-1 | 16 sierpnia 2023     | ISBN 978-83-8242-405-8 |
| 4  | 9 kwietnia 2015     | ISBN 978-4-06-395364-0 | 16 października 2023 | ISBN 978-83-8242-406-5 |
| 5  | 9 września 2015     | ISBN 978-4-06-395474-6 | 27 grudnia 2023      | ISBN 978-83-8242-407-2 |
| 6  | 9 lutego 2016       | ISBN 978-4-06-395593-4 | 20 lutego 2024       | ISBN 978-83-8242-408-9 |
| 7  | 8 lipca 2016        | ISBN 978-4-06-395703-7 | 18 kwietnia 2024     | ISBN 978-83-8242-409-6 |
| 8  | 9 grudnia 2016      | ISBN 978-4-06-395834-8 | 19 czerwca 2024      | ISBN 978-83-8242-410-2 |
| 9  | 9 maja 2017         | ISBN 978-4-06-395946-8 | 21 sierpnia 2024     | ISBN 978-83-8242-411-9 |
| 10 | 6 października 2017 | ISBN 978-4-06-510240-4 | 18 października 2024 | ISBN 978-83-8242-412-6 |
| 11 | 9 marca 2018        | ISBN 978-4-06-511063-8 | 18 grudnia 2024      | ISBN 978-83-8242-413-3 |
| 12 | 9 sierpnia 2018     | ISBN 978-4-06-512321-8 | 18 lutego 2025       | ISBN 978-83-8242-414-0 |
| 13 | 9 stycznia 2019     | ISBN 978-4-06-513865-6 | 18 kwietnia 2025     | ISBN 978-83-8242-415-7 |
| 14 | 7 czerwca 2019      | ISBN 978-4-06-515300-0 | 18 czerwca 2025      | ISBN 978-83-8242-416-4 |
| 15 | 9 grudnia 2019      | ISBN 978-4-06-517469-2 | 20 sierpnia 2025     |                        |
| 16 | 7 sierpnia 2020     | ISBN 978-4-06-520320-0 | —                    |                        |
| 17 | 9 grudnia 2020      | ISBN 978-4-06-521671-2 | —                    |                        |
| 18 | 9 czerwca 2021      | ISBN 978-4-06-523413-6 | —                    |                        |
| 19 | 9 listopada 2021    | ISBN 978-4-06-525936-8 | —                    |                        |
| 20 | 8 kwietnia 2022     | ISBN 978-4-06-527513-9 | —                    |                        |
| 21 | 7 października 2022 | ISBN 978-4-06-529398-0 | —                    |                        |
| 22 | 7 kwietnia 2023     | ISBN 978-4-06-530913-1 | —                    |                        |
| 23 | 8 sierpnia 2023     | ISBN 978-4-06-532591-9 | —                    |                        |
| 24 | 7 grudnia 2023      | ISBN 978-4-06-533941-1 | —                    |                        |
| 25 | 9 maja 2024         | ISBN 978-4-06-535518-3 | —                    |                        |
| 26 | 8 października 2024 | ISBN 978-4-06-537018-6 | —                    |                        |

## TV drama
4-odcinkowy dramat telewizyjny w oparciu o mangę był emitowany w stacji Chiba TV od 3 do 24 kwietnia 2017, a później również w Teletama, Hokkaido TV, tvk, Kyushu Asahi Broadcasting, Sun TV, KBS Kyoto i Mētele. Serial został wyreżyserowany przez Jiro Nagae, scenariusz napisali Nagae i Sagami Yoshitsugu, a muzykę skomponował Kuniyuki Morohashi.
W czerwcu 2022 zapowiedziano kolejny dramat telewizyjny wyprodukowany przez TV Asahi, zatytułowany Tomodachi Game R4. Został wyreżyserowany przez Takurо̄ Oikawę, Hajime Takezono i Toshikiego Kamadę, scenariusz napisali Takuji Higuchi i Shinya Hokimoto, a muzykę skomponował Yoshinori Nakamura. 8-odcinkowy serial emitowano w stacji TV Asahi od 23 lipca do 10 września 2022.

## Filmy live action
Dwa filmy live action, Tomodachi Game gekijō-ban (jap. トモダチゲーム 劇場版) i Tomodachi Game gekijō-ban Final (jap. トモダチゲーム 劇場版 FINAL), miały premierę w Japonii odpowiednio 3 czerwca i 2 września 2017.

## Anime
W listopadzie 2021 ogłoszono, że seria otrzyma adaptację w formie telewizyjnego serialu anime produkcji studia Okuruto Noboru. Seria została wyreżyserowana przez Hirofumiego Ogurę, scenariusz napisał Kenta Ihara, a postacie zaprojektowała Satomi Miyazaki. Za skomponowanie muzyki odpowiada Michiru, natomiast za reżyserię dźwięku Hiroto Morishita. Anime było emitowane od 6 kwietnia do 22 czerwca 2022 w stacjach NTV, BS NTV i AT-X. Motywem otwierającym jest „Double Shuffle” w wykonaniu Nany Mizuki, a kończącym „Tomoshibi” autorstwa saji. Prawa do dystrybucji poza Azją nabył Crunchyroll.